# Luceau

Luceau este o comună în departamentul Sarthe, Franța. În 2009 avea o populație de 1.254 de locuitori.